# Vaccinium moupinense
Vaccinium moupinense är en ljungväxtart som beskrevs av Adrien René Franchet. Vaccinium moupinense ingår i Blåbärssläktet, och familjen ljungväxter. Inga underarter finns listade i Catalogue of Life.